# Campania austro-ungară în Bosnia și Herțegovina (1878)

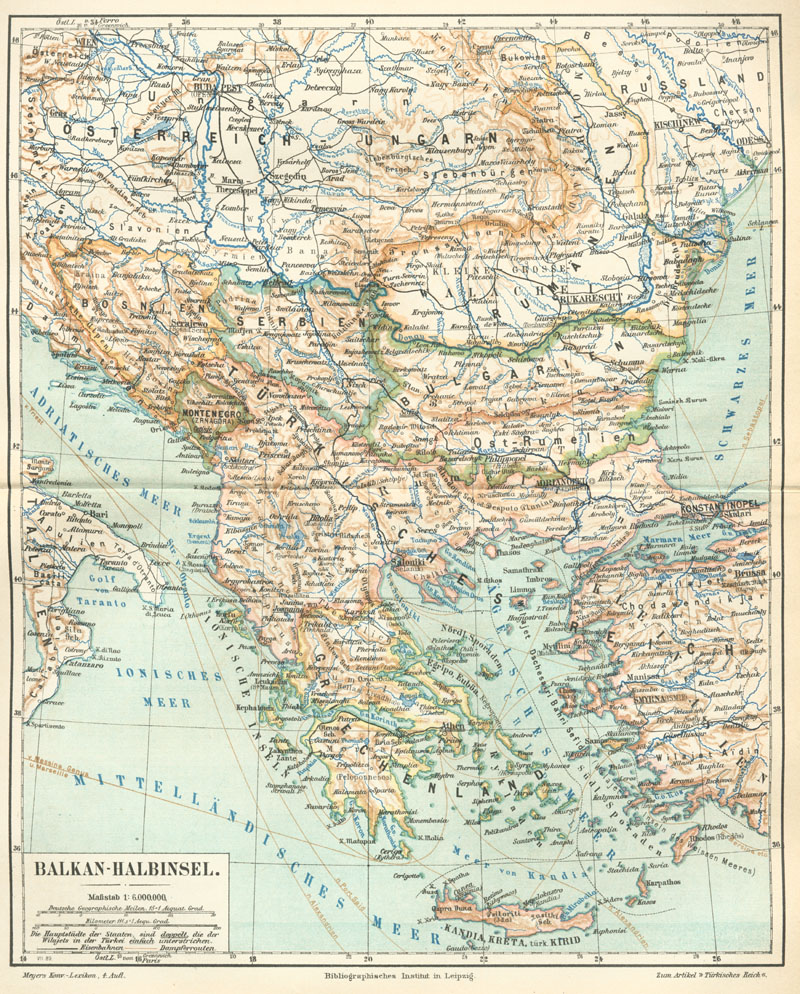
Noile granițe din Peninsula Balcanică hotărâte la Congresul de la Berlin

Campania austro-ungară din Bosnia și Herțegovina a avut loc în anul 1878. Potrivit prevederilor Congresului de la Berlin, care a pus capăt războiului dintre Imperiul Rus și Imperiul Otoman, Austro-Ungaria a cucerit Bosnia și Herțegovina. 
Campania austro-ungară în Bosnia și Herțegovina a început la 29 iulie 1878 și s-a terminat la 20 octombrie 1878.

## Context
În 1878, după sfârșitul războiului ruso-turc, a fost convocat Congresul marilor puteri de la Berlin, al cărui scop era reconstrucția teritorială și politică a Peninsulei Balcanice în urma înfrângerii Imperiului Otoman. Conform art. 25 din actul final al congresului, Tratatul de la Berlin, Austria-Ungaria a primit dreptul de a ocupa pe o perioadă nedeterminată teritoriul Bosniei și Herțegovinei, precum și de a trimite formațiuni militare în Sangeacul Novi Pazar (păstrând în același timp suveranitatea turcă în această regiune). Decizia a fost luată pentru a preveni formarea în Balcani a unui mare stat sud-slav  pro-rus (stat care ar fi fost posibil în cazul unificării Principatului Serbiei și Muntenegrului). Atât Serbia, cât și Imperiul Otoman s-au opus activ ocupației austro-ungare a Bosniei (care a primit garanții de la ministrul austro-ungar de externe Gyula Andrássy că ocupația a fost privită de țara sa ca „temporară”).
Conform articolului 25 din Tratatul de la Berlin Austro-Ungaria a primit drepturi speciale asupra provinciilor otomane Bosnia și Herțegovina și Sangeacul Novi Pazar. Articolul 25 stipula:„Provinciile Bosniei și Herțegovinei vor fi ocupate și administrate de Austro-Ungaria.” „(...) Austro-Ungaria își păstrează dreptul de a menține garnizoanele și să aibă drumuri militare și comerciale pe întreaga zonă din acea parte [Sangeacul de la Novi Pazar] a vechiului Vilaiet al Bosniei.”

## Ocupația

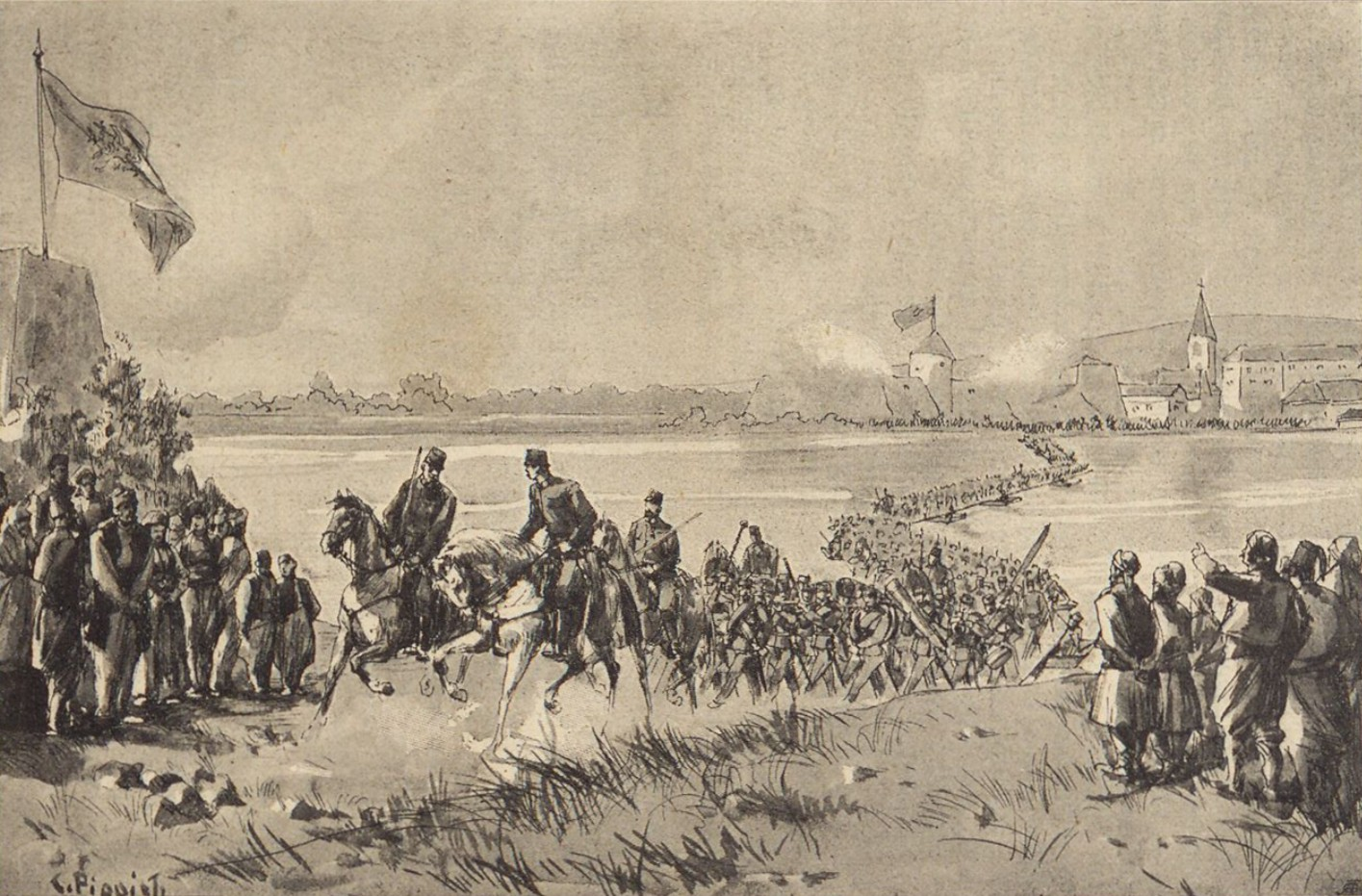
Trecerea armatei austro-ungare peste Râul Sava

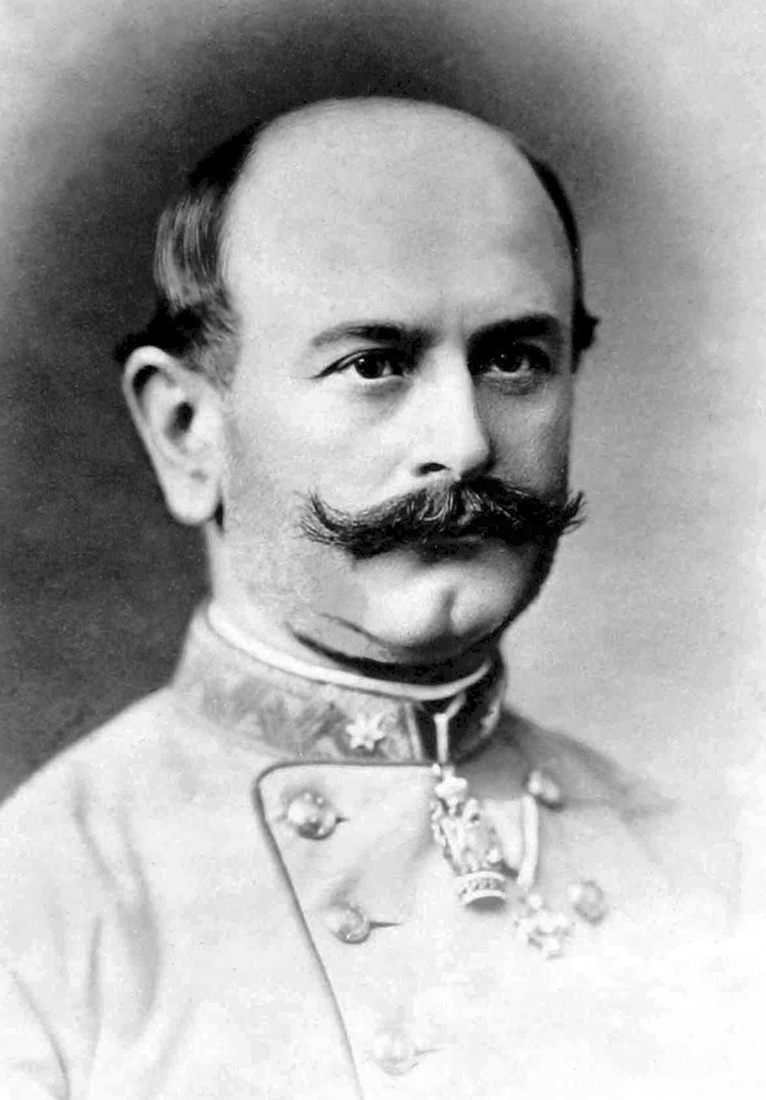
Generalul austro-ungar Leonida Pop

Odată cu sosirea trupelor austro-ungare în Bosnia și Herțegovina, rezistența armată a fost realizată în principal de populația musulmană și de unitățile armate.
Guvernul otoman s-a retras din Bosnia pe 28 iulie, iar a doua zi armata austro-ungară (Imperial-Regală) a intrat în Bosnia, trecând frontiera în mai multe locuri. Comandantul suprem al armatei austro-ungare a fost general (Feldzeugmeister) baronul Josip Filipović, care avea la dispoziție 82.000 de soldați. Pe de altă parte, apărătorii nu aveau mult de sperat, judecând după forțele lor militare mai puțin numeroase. Apărătorii Bosniei au format 41 de batalioane de armată, dintre care 30 erau batalioane formate din bosniaci. Cu toate acestea, când autoritățile otomane au recunoscut dreptul austro-ungar de a ocupa teritoriul, toți ofițerii și soldații care nu erau originari din Bosnia și Herțegovina au început să se retragă, astfel încât Bosnia a fost lăsată singură să se apere în fața unor adversari mult mai puternici. La intrarea în Bosnia, baronul Filipović a trimis o proclamație solicitând populației să nu opună rezistență, deoarece armata imperială nu este ostilă, ci doar dorește să restabilească ordinea și pacea.
În perioada 29 iulie - 20 octombrie, Austro-Ungaria a trebuit să trimită mult mai multe trupe decât planificase, potrivit unor estimări de până la 300.000, cu pierderi de 5.200 de oameni. Au fost aproximativ 93.000 de apărători, iar pierderile nu sunt cunoscute. Majoritatea liderilor rezistenței au fost arestați și condamnați la moarte sau persecutați.
La 19 august, după trei luni de lupte, trupele lui Josip Filipović au ocupat Sarajevo, care a devenit apoi capitala. Ocupația Herțegovinei i-a fost atribuită subordonatului său Feldmarschalleutnant Stjepan Jovanović. Șeful cancelariei comandamentului austro-ungar a fost colonelul năsăudean Leonida Pop, avansat la gradul de general în anul 1880.

## Urmări
Ocuparea Bosniei și Herțegovinei a perturbat relațiile politice din Balcani. Serbia s-a indignat, musulmanii din Bosnia s-au supărat pe guvernul otoman pentru că nu i-a protejat și i-a lăsat din nou singuri în lupta împotriva Austriei. Anul următor, prin Convenția de la Novi Pazar, Austro-Ungaria i-a confirmat oficial sultanului că actul de ocupație nu încalcă drepturile sale suverane și că ocupația este temporară. Austro-Ungaria a arătat, de asemenea, un act de bunăvoință renunțând la Sangeacul Novi Pazar. Imperiul Rusa a fost cel mai nemulțumit de deciziile Congresului de la Berlin, știind că puterile europene de la masa de negocieri o privaseră de victoria pe care o câștigase în războiul ruso-turc (1877-78). Odată cu ocuparea Bosniei și Herțegovinei, Austro-Ungaria s-a implicat în problemele politice balcanice, ceea ce îi va aduce probleme majore în următorii câțiva ani.
Întrucât teritoriul Bosniei și Herțegovinei nu a fost obiectul compromisului austro-ungar, nu a devenit parte a statului dual, ci a fost transferat administrației civile a ministerului general imperial al finanțelor; în același timp a fost numit un guvernator militar. Multă vreme, s-au observat focare de tulburări pe teritoriul ocupat. Până în 1908, provincia a fost formal un condominium al Austro-Ungariei și al Imperiului Otoman. Apoi s-a decis anexarea acestui teritoriu (vezi criza bosniacă), după care a devenit parte a Austro-Ungariei ca entitate administrativ-teritorială separată.
În 1914, arhiducele Franz Ferdinand, moștenitorul coroanelor austriece și maghiare, a fost asasinat la Sarajevo ca urmare a unei tentative de asasinat a naționaliștilor sârbi. Acest atentat a fost dus la primul război mondial.